# Emil Walch
Emil Walch, né le 17 décembre 1902 à Stuben am Arlberg et mort le 14 novembre 1967, est un skieur alpin autrichien.

## Arlberg-Kandahar
- Vainqueur du slalom en 1930 à Sankt Anton